# فلورنس ایزه
فلورنس ایزه (فرانسوی: Florence Ezeh‎؛ زادهٔ ۲۹ دسامبر ۱۹۷۷ در لومه) پرتاب‌گر چکش زن اهل توگو-فرانسه است که در مجموع در بازی‌های آفریقایی، مسابقات قهرمانی آفریقا، بازی‌های مدیترانه برندهٔ ۲ مدال طلا، ۲ مدال نقره، ۲ مدال برنز شده‌است.

## دستاوردها
| سال                 | مسابقه                           | محل برگزاری        | مقام               | توضیحات            |
| به نمایندگی فرانسه  | به نمایندگی فرانسه               | به نمایندگی فرانسه | به نمایندگی فرانسه | به نمایندگی فرانسه |
| ------------------- | -------------------------------- | ------------------ | ------------------ | ------------------ |
| ۱۹۹۸                | مسابقات قهرمانی اروپا            | بوداپست            | ۱۴ام (q)           | ۵۸٫۷۲ متر          |
| ۱۹۹۹                | مسابقات قهرمانی زیر ۲۳ سال اروپا | یوتبری، سوئد       | ۱ام                | ۶۴٫۵۶ متر          |
| ۱۹۹۹                | مسابقات جهانی دو و میدانی ۱۹۹۹   | سویل (شهر)         | ۱۶ام (q)           | ۶۰٫۷۴ متر          |
| ۲۰۰۱                | Jeux de la Francophonie          | اتاوا              | 3rd                | ۶۴٫۵۳ متر          |
| ۲۰۰۱                | مسابقات جهانی دو و میدانی ۲۰۰۱   | ادمونتون           | ۷ام                | ۶۵٫۸۸ متر          |
| ۲۰۰۱                | بازی‌های دانش‌آموزی جهان           | پکن، چین           | ۷ام                | ۶۳٫۵۹ متر          |
| ۲۰۰۱                | بازی‌های مدیترانه                 | رادس، تونس         | ۱ام                | ۶۴٫۵۹ متر          |
| ۲۰۰۲                | مسابقات قهرمانی اروپا            | مونیخ              | ۴ام                | ۶۸٫۰۳ متر (PB)     |
| ۲۰۰۳                | مسابقات جهانی دو و میدانی ۲۰۰۳   | پاریس              | ۲۸ام (q)           | ۶۲٫۱۲ متر          |
| به نمایندگی از توگو |                                  |                    |                    |                    |
| ۲۰۰۵                | Jeux de la Francophonie          | نیامی              | ۷ام                | ۵۶٫۱۲ متر          |
| ۲۰۰۷                | بازی‌های آفریقایی                 | الجزیره            | ۲ام                | ۵۹٫۵۵ متر          |
| ۲۰۰۸                | مسابقات قهرمانی آفریقا           | آدیس آبابا         | ۲ام                | ۶۱٫۲۶ متر          |
| ۲۰۰۹                | مسابقات جهانی دو و میدانی ۲۰۰۹   | برلین              | ۳۸ام (q)           | ۵۹٫۷۶ متر          |
| ۲۰۰۹                | Jeux de la Francophonie          | بیروت              | ۸ام                | ۵۷٫۱۹ متر          |
| ۲۰۱۰                | مسابقات قهرمانی اروپا            | نایروبی، کنیا      | 3ام                | ۵۷٫۹۴ متر          |
| ۲۰۱۱                | بازی‌های آفریقایی                 | ماپوتو             | ۱۰ام               | ۴۸٫۹۰ متر          |